# Maadi

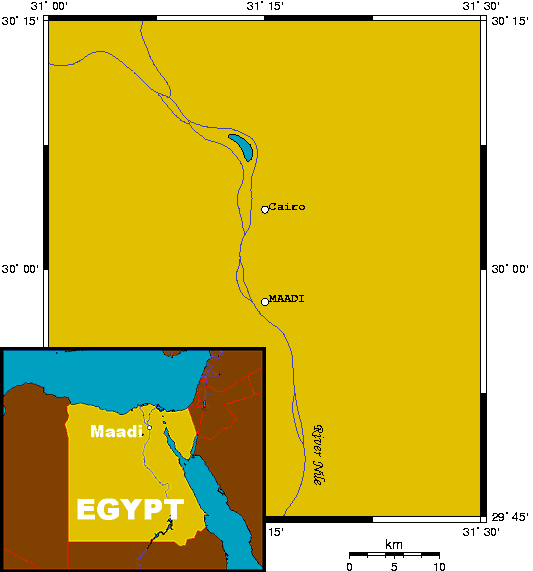
Lage Maadis

Maadi (arabisch المعادي al-Maʿādī) ist ein Vorort im Süden der ägyptischen Hauptstadt Kairo. Er wird zu einem großen Teil von Europäern und Amerikanern bewohnt und zählt zu den wohlhabenderen Wohngegenden um Kairo. Verwaltungstechnisch gehört die Stadt zum Gouvernement al-Qahira.

## Geschichte
Auch wenn el-Maʿadi eine recht junge Stadtgründung ist, so ist das Gebiet doch schon seit prähistorischer Zeit besiedelt.
Im Zusammenhang mit dem Bau der Bahnlinie zwischen Kairo und Helwan 1904 wurde diese Stadt errichtet, die ursprünglich entlang dieser Linie angelegt werden sollte. Die Planungen wurden seit 1905 vom kanadischen Offizier Captain Alexander J. Adams durchgeführt. Das Ergebnis war eine westliche Stadt mit breiten Straßen und zahlreichen Villen mit Gärten. Leider begräbt nun die moderne Stadt zahlreiche archäologische Zeugnisse.
Von 1940 bis 1946 waren in el-Maadi Truppen aus Neuseeland stationiert (Second New Zealand Expeditionary Force).
In den 1950er und 1960er Jahren hatten sich in Maadi zahlreiche deutsche Kriegsverbrecher versteckt, unter anderem der ehemalige KZ-Arzt Hans Eisele.
Maadi erstreckt sich heute entlang des Nils und grenzt im Süden an Helwan. In den letzten Jahren entstanden auch mehrere Hochhäuser, insbesondere in der Nähe der Corniche, und el-Maadi wurde um zwei weitere Stadtteile, New Maadi (Maadi el-gedida) und Degla (Maadi degla) erweitert. Viele Botschaften befinden sich in Maadi.

## Wirtschaft und Infrastruktur

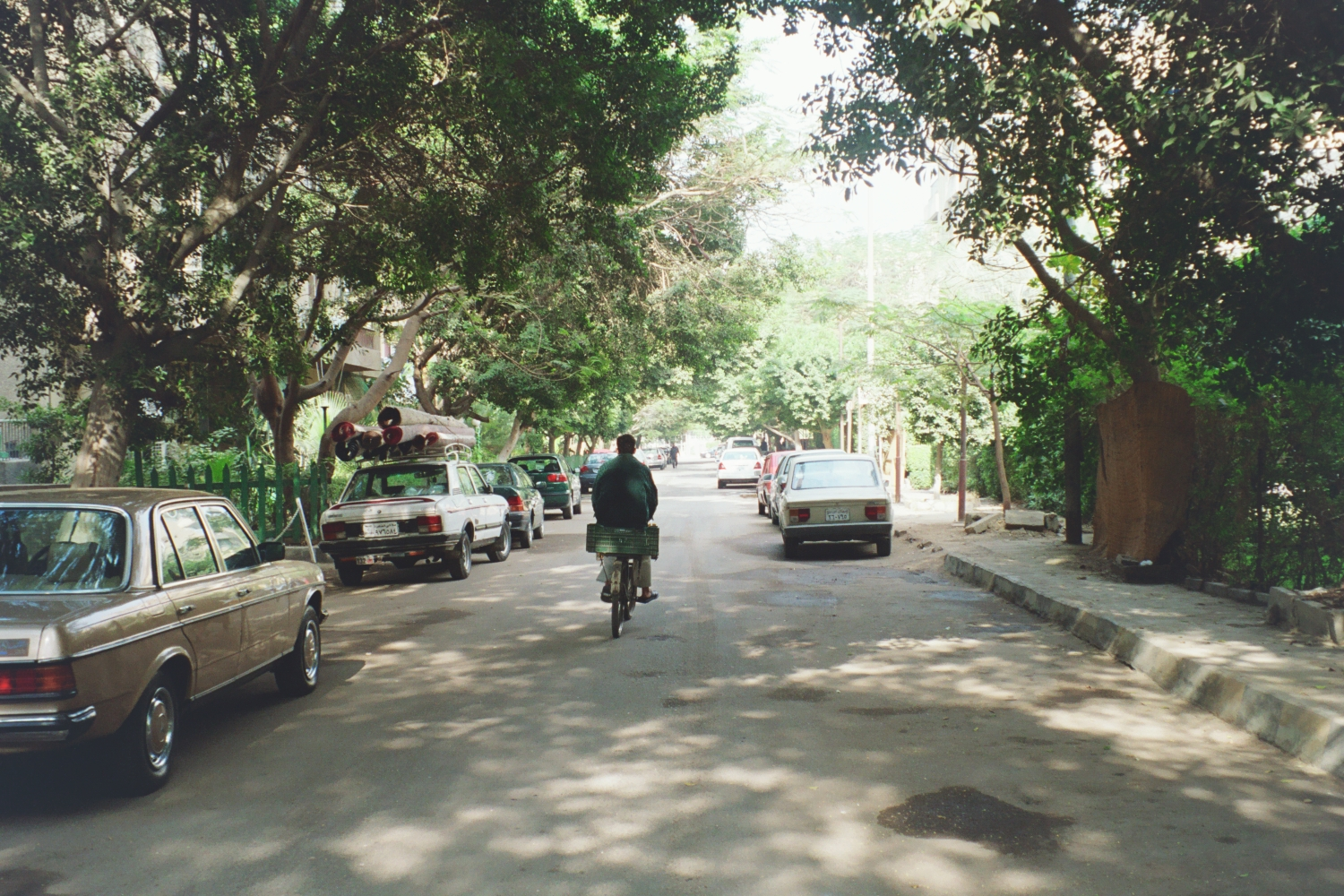
Die 232. Straße in Maadi

### Unternehmen
In Maadi baute der US-amerikanische Erfinder Frank Shuman 1912/13 eines der ersten Sonnenwärmekraftwerke der Welt.

### Bildung und Forschung

#### Hochschulen
In Maadi befindet sich die Modern Academy for Engineering & Technology.

#### Schulen
- Cairo American College
- Lycée Français du Caire
- Lycée al-Horreya de Maadi
- Maadi British International School
- Misr American College

### Verkehr
Die Straßennamen sind systematisch nummeriert. Eine Brücke verbindet den Stadtteil mit dem am westlichen Nilufer gelegenen Gizeh.
Die Linie 1 der Kairoer Metro führt durch Maadi.

## Persönlichkeiten
- Aiman az-Zawahiri (1951–2022), Stellvertreter von Osama bin Laden und Anführer von Al-Qaida, ist in Maadi geboren
- Hans Eisele (1913–1967), deutscher SS-Hauptsturmführer und KZ-Arzt; lebte zuletzt und starb in Maadi